# کایل رینر
کایل رینر (به انگلیسی: Kyle Rayner) یک شخصیت خیالی ابرقهرمان در کتاب‌های کامیک آمریکایی منتشر شده توسط دی‌سی کامیکس است که به عنوان یکی از اعضای نیروی پلیس زیست فرازمینی سازمان بین کهکشانی سپاه گرین لانترن محسوب می‌شود. شخصیت کایل رینر توسط نویسنده ران مارز و طراح دریل بنکس خلق شده‌است که برای اولین بار در شمارهٔ ۴۸ از دومین جلد مجموعه گرین لانترن (ژانویه ۱۹۹۴) حضور پیدا کرد.